# Fucha (film 1983)
Fucha – polski film obyczajowy z 1983 w reżyserii Michała Dudziewicza zrealizowany na podstawie opowiadania Jana Himilsbacha pt. Partanina (ze zbioru pt. Przepychanka z 1974). Główne role zagrali Marian Kociniak, Jerzy Bończak i Bogdan Baer. Film kręcony był w Łodzi, Brzezinach i Białyninie.

## Opis fabuły
Dwaj pracownicy zakładu kamieniarskiego, „Zgred” i „Dudek” zostają wysłani przez swojego szefa do innego miasta, gdzie mają postawić pomnik zamówiony przez bogatą wdowę. Po wykonaniu zlecenia zaczepia ich na cmentarzu nieznajomy mężczyzna i przedstawiając się jako przewodniczący rady miejskiej proponuje im naprawę starego nagrobka. Wyjawia im iż w grobowcu tym pochowany jest bohater narodowy, jeden z inicjatorów powstania listopadowego, Piotr Wysocki.

## Obsada
- Marian Kociniak – „Zgred”, kamieniarz
- Jerzy Bończak – „Dudek”, kamieniarz
- Bogdan Baer – nauczyciel historii (początkowo podaje się za przewodniczącego rady narodowej)
- Ludwik Benoit – „Kalwinista”, kierowca w zakładzie kamieniarskim
- Leon Niemczyk – właściciel zakładu kamieniarskiego
- Barbara Rachwalska – Zaliwska, gospodyni
- Barbara Połomska – wdowa Nowacka
- Włodzimierz Musiał – „Kindzior”, kamieniarz
- Jan Paweł Kruk – „Małolat”, kamieniarz
- Ryszard Mróz – „Berbelucha”, kamieniarz
- Ewa Zdzieszyńska – „pani Browary”
- Grzegorz Heromiński – gach Nowackiej
- Tadeusz Kożusznik – ksiądz
- Kazimierz Jaworski – kościelny
- Ludmiła Warzecha – Zosia, kelnerka
- Grażyna Długołęcka – przewodniczka wycieczki
- Maria Rożnowska – staruszka na cmentarzu[1].